# Шишаков, Николай Алексеевич
Николай Алексеевич Шишаков (28 апреля 1891, Александров, Российская империя − 22 ноября 1966, Москва, СССР) — советский учёный, физикохимик, кандидат физико-математических наук, доктор химических наук, заслуженный деятель науки РСФСР (1962), автор трудов: «Успехи в познании строения силикатных стёкол» («Успехи физ. наук», т. 25, вып. 4, 1941), «Вопросы структуры силикатных стёкол» (1954), «Основные понятия структурного анализа» (1961) и др.

## Биография
Родился в семье фабричного служащего из мещан. В 1899 г. семья переехала в Москву. В 1908 году окончил среднюю школу. С 1908 по 1914 годы работал конторщиком в Северном банке (впоследствии Русско-Азиатский банк) и в обществе взаимного кредита в г. Москва. Параллельно был слушателем Московского городского народного университета им. А. Л. Шанявского. С 1915 по 1918 годы находился в действующей армии, участвовал в боях против немцев. После демобилизации поступил в Первый Московский Государственный Университет (МГУ им. Ломоносова). С 1918 по 1922 годы — студент физико-математического факультета МГУ. Параллельно являлся слушателем академического отделения университета им. А. Л. Шанявского. После окончания МГУ работал: 1923—1928 годы — инженером-исследователем на фабрике электрических ламп (Электрозавод), 1928—1931 годы — в Государственном рентгеновском институте, 1931—1936 годы — в институте строительных материалов. С 1937 года работал в Институте физической химии АН СССР. С 1955 по 1958 годы — был и. о. профессора кафедры № 5 Московского химико-технологического института им. Д. И. Менделеева.

## Научная деятельность
Исследовал процессы, протекающие на поверхности металлов (а также других твёрдых тел) методом рентгеновского и электронографического структурного анализа. Установил химический состав поверхностных плёнок, исследовал особенности их микроскопического строения. Разработал метод вращающегося электрода для определения окислительно-восстановительных потенциалов, а также метод ферросульфатной дозиметрии.

## Семья
Супруга — Кузнецова Людмила Евгеньевна. Сын — Шишаков Юрий Николаевич. Дочь — Шишакова Татьяна Николаевна.

### Монографии
- «Вопросы структуры силикатных стёкол» // Изд. АН СССР, 1954 г.
- «Строение и механизм образования окисных плёнок на металлах» // Изд. АН СССР, 1959 г.
- «Основные понятия структурного анализа» // Изд. АН СССР, 1961 г.[3]

## Награды
- Орден Трудового Красного Знамени
- Медаль «За доблестный труд в Великой Отечественной войне 1941—1945 гг.»
- Медаль «В память 800-летия Москвы»